# Adrian McDonnell
Pour les articles homonymes, voir McDonnell (homonymie).
 (août 2020).
Si vous disposez d'ouvrages ou d'articles de référence ou si vous connaissez des sites web de qualité traitant du thème abordé ici, merci de compléter l'article en donnant les références utiles à sa vérifiabilité et en les liant à la section « Notes et références ».
Adrian McDonnell, né le 22 mai 1959 à Greensboro en Caroline du Nord aux États-Unis, est un chef d'orchestre franco-américain.

## Biographie
Lauréat chef d'orchestre de la Fondation Yehudi Menuhin, Adrian McDonnell a commencé ses études musicales par le violon à l'âge de 8 ans. À 19 ans il est sélectionné sur concours pour le poste d'apprenti-chef d'orchestre pour l'État de Caroline du Nord, où il étudie la direction d'orchestre avec Sheldon Morgenstern et Peter Paul Fuchs, puis avec Richard Pittman au Conservatoire de musique de la Nouvelle-Angleterre à Boston et avec Pierre Dervaux en France.
Ancien élève du Conservatoire national supérieur de musique de Paris en direction d'orchestre, il reçoit également le diplôme supérieur de composition à l'École normale de musique de Paris où il a été élève de Michel Merlet.
Depuis 2000, Adrian McDonnell enseigne la direction d'orchestre au conservatoire du 15e arrondissement de Paris (Conservatoire Frédéric Chopin).
Il occupe depuis 1990 la fonction de directeur artistique et de chef d'orchestre de l'Orchestre de la Cité internationale à Paris.
Il a occupé des fonctions permanentes en tant que chef d'orchestre avec le Greensboro Symphony Orchestra, le Greensboro Opera, le Eastern Music Festival, le Guilford Symphony Orchestra, l'Orchestre inter-conservatoires de la Ville de Paris, et a dirigé de nombreux formations symphoniques, en Europe et aux États-Unis, en tant que chef invité.
Avec un vaste répertoire général, Adrian McDonnell a dirigé de nombreuses créations dans le domaine de la musique contemporaine, notamment de Lukas Foss, Maximo Flügelman, Ahmed Essyad, Kryštof Mařatka, Jean-Michel Damase, Thierry Blondeau, Narcís Bonet, Henri-Jean Schubnel, John Moran, Olivier Penard, Yves Prin, Hélène Rasquier, Kasper T. Toeplitz, Larry Alan Smith…
En octobre 2007, Adrian McDonnell a été décoré de l'Ordre des Palmes académiques par le gouvernement français.